# 雅各布·托梅切克
雅各布·托梅切克（捷克語：Jakub Tomeček，1991年5月23日—），捷克男子射击运动员，2013年世界飞碟射击锦标赛男子双向飞碟团体银牌得主、2019年欧洲运动会混合团体双向飞碟铜牌得主、2022年世界飞碟射击锦标赛男子双向飞碟团体铜牌得主。